# Scorpaena gasta
Scorpaena gasta är en fiskart som beskrevs av Motomura, Last och Yearsley 2006. Scorpaena gasta ingår i släktet Scorpaena och familjen Scorpaenidae. Inga underarter finns listade i Catalogue of Life.